# Tux Racer
Tux Racer és un videojoc d'ordinador en 3D protagonitzat per la mascota Linux, Tux el pingüí. En el joc, el jugador controla en Tux (o un dels altres tres personatges) mentre llisca per una pista de neu i el gel recollint arengades. Lliscament en el gel fa que Tux vagi més ràpid, mentre llisca sobre la neu permet una major maniobrabilitat i lliscar sobre zones rocoses alentirà en Tux cap avall. També hi ha arbres i banderetes per bloquejar el camí.

## Jugabilitat
Jugabilitat, els controls de direcció esquerra / dreta són típics d'un videojoc de simulació de curses, excepte que la fletxa cap amunt permet en Tux a "remar" en la neu amb les seves aletes. L'ús correcte de les aletes és essencial per aconseguir bons temps de carrera. Remar alenteix en Tux quan va a gran velocitat, però l'accelera a velocitats lentes. Remar a l'aire també es pot utilitzar per augmentar la longitud d'un salt. Els salts poden ser causats per la forma del paisatge o prement la tecla "energia" (normalment e) i deixar-lo anar. En deixar anar la tecla quan un salt és imminent, naturalment, es realitza un salt més gran. Existeixen versions amb altres sistemes de control en lloc de teclat; per exemple, amb el wiimote i una versió d'arcade amb un volant.
Els punts també s'aconseguieixen mitjançant la recopilació d'arengades que es troben dispersos al llarg dels diferents nivells. Per tal d'avançar al següent nivell del joc cal recollir suficients arengades i arribar al final de la pista dins d'un límit de temps preestablert. Igual que molts jocs de codi obert, la replay value de Tux Racer es perllonga mitjançant una modificació senzilla del joc. Els nous mapes es poden crear en fer tres imatges de tipus raster per indicar l'altura, la superfície i la col·locació d'objectes.

## Desenvolupament

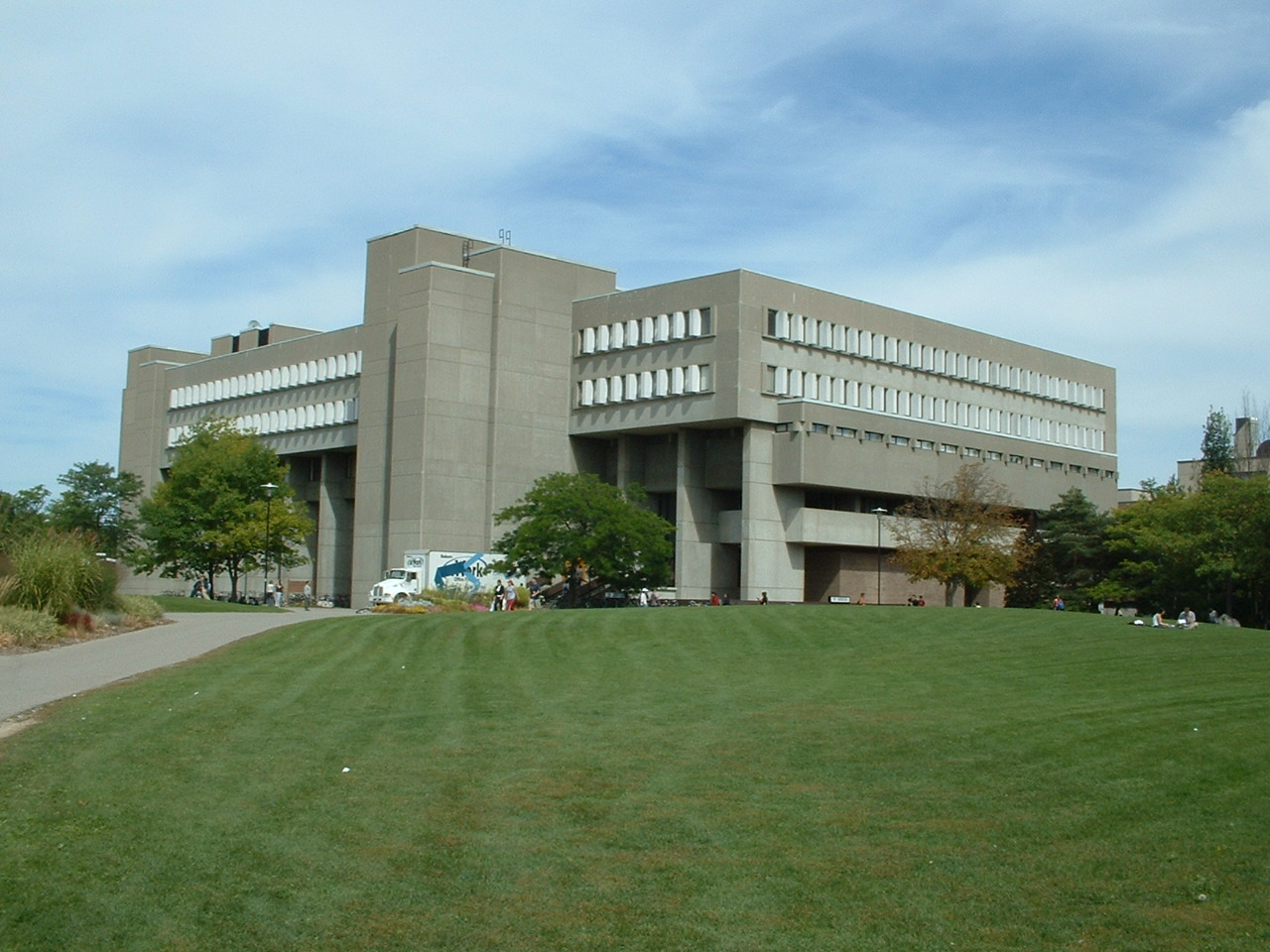
Tux Racer va ser desenvolupat en la Computer Graphics Lab de la Universitat de Waterloo.

Tux Racer va ser desenvolupat originàriament per Jasmin Patry, un estudiant de la Universitat de Waterloo (UW) a Ontario, Canadà, on es va involucrar per començar una carrera en la indústria dels videojocs mitjançant un grau d'anàlisi de sistemes informàtics (CSA en anglès). El desenvolupament del joc com un projecte va començar a l'agost de 1999 com un projecte final de gràfics per ordinador en la Computer Graphics Lab (CGL). El joc es va completar i presentar en tres dies; es va iniciar una pàgina web pel videojoc, quan un dels companys de classe d'en Patry, va gaudir de la presentació, li va suggerir que llancés el programari com a codi obert. Patry va declarar que llançar el joc com a codi obert era de "sentit comú", ja que en Tux és la mascota de Linux, que és un programari de codi obert, i va continuar treballant en el joc durant un any, amb l'esperança que companys d'estudis s'unirien en el desenvolupament del joc.
Al desembre de 1999, Patry i els seus anteriors companys de classe Patrick Gilhuly, Eric Hall, Rick Knowles, Mark Riddell, i Rob Kroeger van anunciar la fundació de l'empresa Sunspire Studios per desenvolupar un projecte de videojoc. Patry va declarar que el projecte de videojoc "comptaria amb un mode de multijugador massiu, un univers persistent amb components d'estratègia en temps real i acció en primera persona," "[…] cosa que faria que els motors Quake 3 o Unreal tenir semblances." El company de grau de belles arts Roger Fernandez va ser escollit com l'artista; no obstant això, el projecte va ser abandonat a causa de les limitacions del programari gràfic contemporani. L'agost de 2000, Knowles va suggerir a l'empresa continuar el treball en Tux Racer,que es va convertir en el seu primer projecte oficial. El videojoc va ser llançat com a programari lliure sota la Llicència Pública General GNU el 2 d'octubre de 2000.

## Versió comercial
L'agost de 2000, Patry i els seus dos amics Rick Knowles i Mark Riddell van anunciar el desenvolupament d'una versió millorada de Tux Racer sota llicència de font tancada. El 2001, una versió demo del programari es va incloure amb un exemplar de PC Gamer el gener de 2001. El 2002, el joc va ser llançat sota els sistemes operatius Linux, Mac OS X, i Microsoft Windows. Patry declara que el joc havia de ser venut millor, com versions per a Nintendo GameCube i Xbox serien tries "bastant lògiques".
El 2003, Sunspire Studios va cessar els seus negocis. Els seus dominis d'Internet ara són comercialment ciberocupats. Segons archive.org, no s'han produït canvis significatius en el seu lloc web des del 22 de setembre de 2002, quan el Tux Racer 1.1.1 Linux Patch va ser llançat. Sembla que el lloc va continuar existint gairebé sense canvis fins al 2004. El demo de la versió 1.1 encara es pot descarregar.

## Llegat
Tot i el cessament de la producció del videojoc, existeixen certes forks de Tux Racer, incloent Open Racer, una fork de codi obert del Tux Racer original creat per Nathan Matias per a SourceForge el 2001; aquesta versió va ser finalment abandonada. Una fork anomenada PlanetPenguin Racer, va ser creada una versió millorada de la versió amb llicència GPL de Tux Racer; però, que es va suspendre el 2006, amb l'última versió en 2005. Un altre projecte basat en PlanetPenguin Racer amb el títol de Extreme Tux Racer va ser desenvolupat al març de 2007. Un videojoc de redempció arcade amb el títol de Tux Racer Arcade va ser llançat per Roxor Games. També es va llançar una versió de Tux Racer Arcade anomenada Tux 2 Arcade, que compta amb quatre pistes i quatre personatges de la versió comercial: Tux; la seva amiga Trixi, una pingüinera; Boris, un os; i Samuel, una foca.